# هنري لي
هنري لي (بالإنجليزية: Henry Lee)‏ هو سياسي أسترالي، ولد في 1856 في أستراليا، وتوفي في 12 أغسطس 1927. حزبياً، نشط في حزب التجارة الحرة. وقد انتخب عضو مجلس النواب الأسترالي عن دائرة Division of Cowper ‏ (16 ديسمبر 1903 – 12 ديسمبر 1906).